# 빗썸
빗썸(영어: bithumb)은 대한민국의 암호화폐 거래소이다.
대한민국의 가상화폐 거래소 1세대로 2014년 '엑스코인'이라는 이름으로 암호화폐 거래 서비스를 시작하였고, 2015년 현재의 명칭인 '빗썸'으로 변경했다.
이 거래소는 정보보호 관계 법령을 준수하고 있으며, 24시간 상시 모니터링, 지속적인 외부 보안 컨설팅을 통해 금융업계와 맞먹는 보안시스템을 구축하고 있다. 대한민국 암호화폐 거래소 최초로 오프라인 고객센터를 운영하고 있다.
비트코인 초창기엔 국내 가상화폐 거래소에서 선점하며 많은 이용자들이 있었지만, 다양한 사건사고와 서버마비 등 심각한 결함때문에 업비트에게 국내 1위 자리를 넘겨주고 말았다.

## 빗썸코리아
빗썸을 운영하는 비티씨코리아는 2014년 1월, 자본금 5000만원으로 설립된 회사다. 설립 첫해인 2014년의 매출은 약 4,200만원 정도이다. 이후 2015년 18억 6,000만원, 2016년 43억 2,000만원으로 늘어난다. 2017년 매출의 경우 약 1,900억원으로 추정한다. 매출성장세가 상당하지만, 통상적으로 사업초기엔 비용이 많이 들어가기 때문에 순이익은 그리 크지 않았을 것으로 예측한다. 2016년 직원이 20여명에 불과했던 비티씨코리아는 2017년 직원 850명의 중견기업으로 성장했다. 하지만 매출이나 영업이익 등 기초적인 정보는 공개하지 않고있다. 공식적으로 공개하는 정보는 빗썸을 통한 거래규모가 유일하다.
비티씨코리아는 지배구조가 거미줄처럼 얽켜 있다. 비티씨코리아의 주요 주주는 전자상거래 회사인 '엑스피씨'와 코스닥상장사 '비덴트', '옴니텔' 등인데 이들 회사는 모두 김재욱 아티스트컴퍼니 대표의 소유이다. 김재욱은 빗썸 대표를 역임하다가 정보기술(IT) 전문가인 전수영 전 NHN엔터테인먼트 부회장을 대표로 영입한 뒤 자리에서 물러났다.
2018년 1월 11일, 서울지방국세청이 빗썸에 대한 세무조사를 시작했다. 이번 조사는 정부의 가상화폐 과세 움직임과 관련이 있다는 추측이다. 가상화폐 거래에 따른 차익 등에 과세하기 위해 세원을 파악해야 하며 가상화폐 거래소의 협조가 필수적이기 때문이다.

## 장점
24시간 상담이 가능한 거래소이다.
거래 수수료 쿠폰 제도를 운영해, 잘 활용한다면 수수료 부담을 줄일 수 있다.
API를 지원하는데, 프로그래밍을 어느정도 공부해본 사람이라면 자기만의 시세 조회/알고리즘 매매 프로그램을 만들어 활용할 수 있다. 다만 서버가 조금이라도 불안정해지면 API부터 막아버리기 때문에 프로그램의 도움이 더욱 필요한 폭등/폭락장에서는 먹통이 되어버릴 수 있다.

### 검증된 코인 상장
스캠, 상장 폐지 없이 거래소를 운영하고 있어서 코인쟁이들 사이에서는 ‘빗썸에 상장된 코인은 신뢰할 수 있는 코인이다’라는 인식이 있음, 업비트와 다르게 상폐 이슈가 없어서 코인거래가 처음인 사람들이게 더 유용한 거래소다. 2025년 1월에 비즈니스 연속성 관리 시스템 국제표준(ISO 22301) 인증을 획득하기도 했다.

### 보안캠페인 진행
암호화폐 시장이 커지다 보니 보이스피싱, 피싱 사이트 등 각종 범죄에 노출 되기 쉬워졌다. 이에 빗썸은 ‘당신의 가치를 지킵니다’ 보안 캠페인을 업계 최초로 진행했다. 3편의 영상과 소책자를 제작하였는데 빗썸이 덩치가 커지면서 이런 일을 하는 건 좋은 방향인 것 같다.

### 신규 사업 확장
위메프, 지마켓, 여기어때, 인터파크 등 주요 쇼핑 사이트와 제휴를 맺으며 암호화폐로 결제할 수 있는 생태계를 만들어 가고 있다. 암호화폐 시세, 거래량이 침체되어있는 시장의 분위기에 긍정적인 뉴스가 나오면서 빗썸의 신규 사업에 관심을 갖는 코인러들이 늘고 있다. 쇼핑 사이트와의 제휴 외에 키오스크 사업을 2018년 초부터 진행하고 있다. 해당 서비스 이름은 ‘Touch B’로 카페, 쌀국수, 햄버거 가게와 같은 일반 음식점에서 빗썸의 터치비 키오스크로 간단하게 주문할 수 있는 시스템인 것이다.
향후, 키오스크에서 코인으로 결제할 수 있으면 일본의 긴자만큼이나 암호화폐 시장이 활성화 되지 않을까 기대하는 말들이 많다. (시세도 같이 오르고…)

### 빗썸 덱스 탈중앙화거래소(DEX) 오픈
2018년 10월15일 빗썸은 비티씨코리아탓컴의 해외 자회사인 BGEX가 탈중앙화거래소 빗썸덱스 (DEX)를 오픈했다. 탈중앙화거래소(DEX)는 R1프로토콜 기반으로 개발되어 거래소들이 유동성과 거래 데이터를 공유할 수 있어 투자자들에게 안정적인 거래량과 자산유동성을 제공한다.
모든 거래 기록은 블록체인에 저장되며 모든 거래내역 및 수수료 역시 투명하게 공개된다. 모든 거래가 블록체인 상에서 이뤄지기 때문에 이용자 본인 이외에는 자산 이동에 대한 권한이 없어 보안 측면에서 우수하다.
빗썸 DEX를 이용하기 위해서는 이더리움(ETH)기반의 메타마스크를 만들어야 한다. 메타마스크는 PC브라우저에서 사용하는 이더리움 지갑으로 Metamask를 이용하여 자산을 빗썸 덱스로 전송하여 안전하게 거래할 수 있다. MetaMask는 Chrome, Firefox, Opera 브라우저 환경을 지원하며, 설치 후, 로그인 하여 사용한다.

### 빗썸 BTC 마켓 오픈
2021년 1월 7일 빗썸은 비트코인(BTC)으로 가상자산을 거래할 수 있는 BTC 마켓을 오픈했다. 가상자산 시장의 접근성을 높이고 고객의 선택 폭을 다양화한다는 취지이다. 또한 빗썸은 국내 거래소 중 최저 수준의 주문금액 지원, 정액쿠폰 사용 시 0.04% 수수료로 이용 가능, 자동주문을 활용한 다양한 매매전략 실행 가능 3가지를 주요 특징으로 소개했다.

## 사건·사고

### 해킹에 따른 가상화폐 탈취 사고
2018년 6월 19일 밤부터 20일 새벽 사이 350억원 상당의 가상화폐가 탈취되는 사고가 발생했다. 빗썸 측은 유실된 가상화폐는 모두 회사 소유분이라고 밝혔다.

### 해킹에 따른 개인정보 유출 사고
2017년 6월 30일, 고객의 개인정보 유출 사고가 있었다. 해커의 두차례 해킹 공격으로 전체회원 71만 명 중 약 3%인 3만 6,487건의 개인정보가 유출되었다. 방송통신위원회의 조사에 따르면 원격제어형 악성코드가 포함된 이력서 파일을 첨부한 스피어피싱 메일을 발송한 것으로 확인됐다. 이 방법으로 확보한 아이디와 비밀번호 정보로 4981개의 계정에 로그인해 사용자 계정을 탈취했으며, 이 가운데 266개 계정은 가상통화 출금 로그가 이뤄진 것으로 조사되었다. 방송통신위원회는 비티씨코리아닷컴에 대해 과징금 4350만원, 과태료 1500만원, 책임자 징계권고, 위반행위의 중지 및 재발방지대책 수립 시정명령, 시정명령 처분사실 공표 등 행정처분을 의결했다. 한 편 해킹의 주동지가 조선민주주의인민공화국일 가능성이 제기되었다. 조선민주주의인민공화국이 진짜 화폐를 벌어들이기 위해 힘들게 시도해왔던 기존의 해킹을 대신해, 익명성과 다양한 해킹기술을 응용할 수 있는 비트코인 시장에 뛰어들게 할 유혹이 그만큼 커진 상황이기 때문이다. 결국 경찰이 2018년 2월 1일 비티씨코리아닷컴의 사무실을 압수수색하기에 이른다. '개인정보 보호조치 의무이행' 관련 자료 등을 압수해 해킹 피의자 추적의 등을 수사한다고 밝혔다.

### 잦은 서버 마비
2021년 2월 1일 한국시간 21시부터 리플의 가격이 800원대에서 600원대로 수분만에 20% 이상 폭락하는동안, 이번에도 홀로 서버가 마비되는 추태를 보였다. 리플은 23시까지 2시간여만에 이날 고점인 840원의 절반 수준으로 급락하였으며, 빗썸은 이 동안 사실상 거래가 불가능한 상태였다.
또한 2021년 4월 2일 오후 3시경부터 오후 6시 그리고 그 이후에도 서버가 마비되어 비트코인이 당시 최고가를 찍을 때 모바일로 거래가 불가능한 상태였으며, 6시 이후부터는 웹 거래도 느려지며 서버가 마비되었다.
또한 2021년 5월 14일 오후 6시30분경 도지코인상장후 서버가 마비되었다.

## 로고

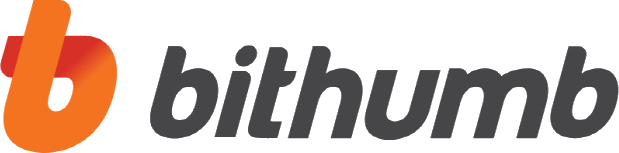
빗썸 로고